# 德鲁比
德鲁比（英語：Droopy），也译作杜皮、杜皮狗、肚皮狗，是1943年由特克斯·埃弗里（Tex Avery）为米高梅公司动画部创作的角色。
德鲁比是一条贝塞猎狗（一种短毛的猎狗，原产于法国，这种狗身体长、腿短且有长而低垂的耳朵），白身黑耳，顶着凌乱的橘髮；其身材矮小，行动缓慢，说着一口单调无味的英语，常满脸倦意且少有表情变化（只有赢得奖赏或者被女主角亲吻时才会高兴欢呼）。其外表毫不起眼，因此常受欺负，但最终却能以出人意料的能力和运气打败他的对手。
这个角色第一次出现在特克斯·埃弗里在1943年制作的《哑巴狗》中，但是直到1949年第五部关于它的动画片中它才获得了德鲁比这个名字。此后德鲁比这个角色被修改了很多次，最为中国观众熟悉的出现是在1990年代前后中央电视台的猫和老鼠系列中。